# Савельев, Игорь (белорусский футболист)
Савельев Игорь Дмитриевич (род. 8 января 1968) — белорусский футболист, полузащитник.

## Биография
В советский период не выступал в соревнованиях мастеров.
С 1992 года играл в высшей лиге Беларуси за могилёвское «Торпедо» (позднее — «Торпедо-Кадино»). За пять лет провёл в чемпионате страны 115 матчей и забил один гол — 25 июля 1995 года в ворота минского «Динамо-93». Со своим клубом стал финалистом Кубка Беларуси 1994/95, в финальном матче, проигранном по пенальти «Динамо-93», вышел на замену на 77-й минуте. По окончании сезона 1996 года покинул команду.
19 января 2000 года трагически погиб.